# Кларенс-хаус
Кларенс-хаус (англ. Clarence House) — вестминстерская резиденция членов британской королевской семьи, которая прилегает к Сент-Джеймсскому дворцу со стороны Мэлла.
Небольшой и скромный особняк был выстроен Джоном Нэшем в 1825—1827 годах для герцога Кларенса, который через три года взошёл на престол под именем Вильгельма IV. При королеве Виктории в Кларенс-хаусе проживала сначала её мать, а потом — младшие сыновья.
Королева Елизавета II с супругом занимала Кларенс-хаус до восшествия на престол, предпочитая его старинному, но малокомфортабельному Сент-Джеймсскому дворцу. Сейчас эту традицию продолжает её сын, действующий король Великобритании Карл III, который решил его сделать королевской резиденцией вместо Букингемского дворца. C 1953 по 2002 годы Кларенс-хаус служил лондонским домом королевы-матери, Елизаветы Боуз-Лайон.